# Großensee (Thuringe)
Pour les articles homonymes, voir Großensee.
Großensee est une municipalité allemande du land de Thuringe, dans l’arrondissement de Wartburg, au centre de l’Allemagne.